# Sonata para piano n.º 17 (Beethoven)

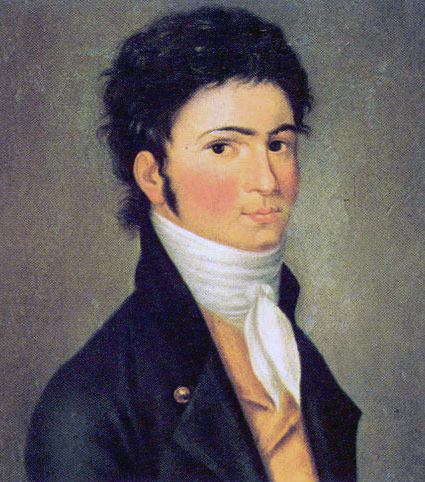
Beethoven en 1801.

La sonata para piano n.º 17 en re menor, Op. 31 n.º 2, conocida como "La tempestad" o en alemán "Der Sturm", fue compuesta por Ludwig van Beethoven entre 1801 y 1802.

## Historia

### Composición
La composición de este opus se desarrolló entre 1801 y 1802. Por esta época Beethoven confesó por primera vez su sordera progresiva a dos amigos, Franz Gerhard Wegeler y Carl Amenda. El 29 de junio de 1801 le contó a Wegeler, su amigo de la infancia de Bonn y en aquel momento médico, que el "celoso demonio" (su mala salud) estaba haciendo estragos en él, y que durante tres años su audición había empeorado sin cesar, una catástrofe para un músico en activo. El 1 de julio de 1801 se lo confió a Carl Amenda, otro amigo íntimo que se había trasladado a la región báltica. Admitió que su audición se había deteriorado desde que Amenda había dejado Viena y no sabía si había posibilidad de cura. Beethoven pidió a ambos amigos que mantuvieran el secreto.
Las tres sonatas para piano que conforman el Opus 31 son las Sonatas n.º 16, n.º 17 y n.º 18. Aunque la n.º 16 figura como la primera del conjunto, el compositor había finalizado antes la n.º 17. Debido a su descontento con el estilo clásico de la música, Beethoven se comprometió a tomar un nuevo camino de la composición musical y el estilo. Las piezas del Op. 31 son las primeras muestras de las nuevas y menos convencionales ideas del músico. Es importante tener en cuenta que estas piezas fueron escritas después del famoso Testamento de Heiligenstadt de 1802. Según los críticos estas obras muestran ahora más pronunciado sentido "beethoveniano" del estilo que se hará más evidente en las obras posteriores, más maduras. Si alguna de estas piezas denota que había emprendido un nuevo camino, esa es la Sonata n.º 17.

### Publicación
La publicación de este opus no estuvo exenta de polémica. El editor Hans Georg Nägeli de Zúrich le encargó estas sonatas para incluirlas en su serie titulada Répertoire des Clavecinistes. Beethoven accedió a esta propuesta sin saber que su hermano Carl estaba negociando las mismas sonatas con la editorial Breitkopf & Härtel de Leipzig. Esta cuestión produjo una fuerte discusión entre los hermanos. Ludwig mantuvo su palabra y envió las piezas a Zúrich, decisión de la que se arrepentiría más tarde. La publicación de Nägeli estaba plagada de errores y el editor incluso añadió varios compases que Beethoven detectó por pura casualidad.

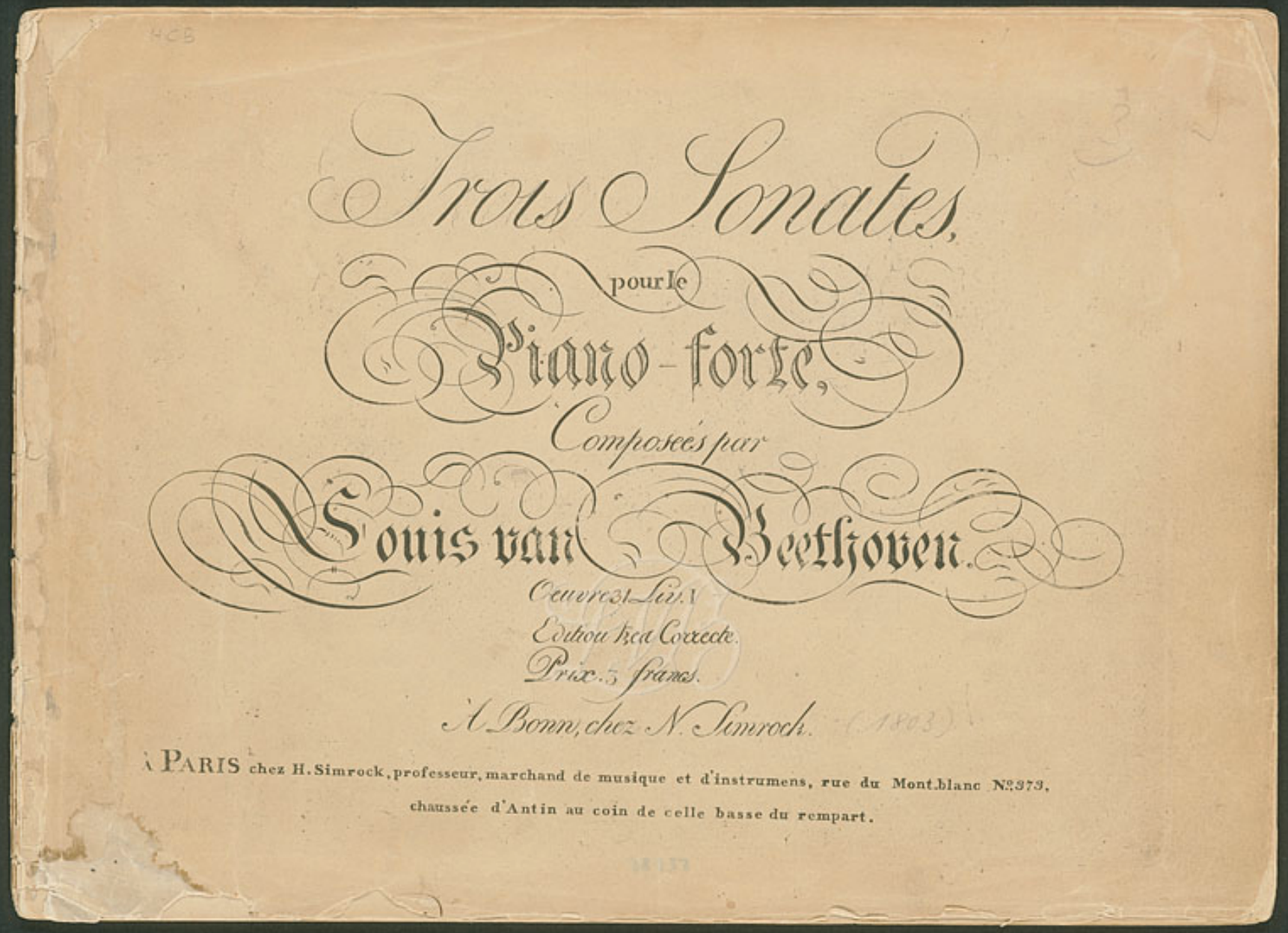
Portada de la edición de N. Simrock del Op. 31.

El suceso fue descrito por Ferdinand Ries en su Biographisches Notizen en los siguientes términos:

«Cuando llegó el documento corregido me encontré a Beethoven escribiendo. "Toca las sonatas", me dijo, pero permaneció sentado en su escritorio. Había numerosos errores, lo cual le impacientaba mucho. Al final del primer Allegro de la sonata en sol mayor, Nägeli había añadido incluso cuatro compases [...]. Cuando los toqué, Beethoven saltó de rabia, corrió hacia mí, me apartó del piano y gritó: "¿Dónde diablos está escrito eso?"- Cuando vio las notas impresas de esa manera, su asombro e indignación fueron increíbles.»

Beethoven estaba furioso con Nägeli. Al principio pensó en publicar un anuncio en el Allgemeine musikalische Zeitung de Leipzig para denunciar los errores. Pero luego decidió encargar a Nikolaus Simrock, músico y editor de Bonn, una nueva edición de las sonatas con el texto original correcto. Para distinguir las ediciones, añadió al título las palabras "édition très correcte". Las dos primeras ediciones de las sonatas son la de Nägeli que data del final de la primavera de 1803 y la reedición de Simrock en otoño de ese mismo año.

### Nombre
"La tempestad" es un nombre que proviene de una referencia a una conversación personal de Anton Schindler con Beethoven. Schindler informa que el compositor le sugirió, en respuesta a su pregunta sobre el "significado" o la interpretación de las Sonatas Op. 31 n.º 2 y la Appassionata Op. 57, que leyera La tempestad de William Shakespeare. Dado el carácter abiertamente dramático de la música, es fácil percibir cómo Beethoven podría haber establecido paralelismos con la célebre obra teatral del bardo, o incluso haberse inspirado en ella.
No obstante, algunos estudiosos han sugerido que Beethoven podría haberse estado refiriendo a las obras de Christoph Christian Sturm, Este era un predicador y autor conocido por sus Reflexiones sobre las obras de Dios en la naturaleza. Una copia de esta obra era propiedad de Beethoven y, de hecho, la había anotado profusamente. Aunque los estudiosos de la música clásica desconfían de gran parte de la información facilitada por Schindler, se trata de un relato de primera mano como ningún otro del que se tenga noticia. El musicólogo británico Donald Francis Tovey comenta en A Companion to Beethoven's Pianoforte Sonatas:

«Con todo el poder trágico de su primer movimiento, la Sonata en re menor está, como Próspero, casi tan lejos de la tragedia como del mal tiempo. No hará ningún daño pensar en Miranda en los compases 31-38 del movimiento lento... pero la gente que quiera identificar a Ariel y Calibán así como a los náufragos, buenos y villanos, puede limitar su atención a las hazañas de Pimpinela Escarlata cuando suene la Eroica o la Sinfonía en do menor..»

## Estructura y análisis
La sonata consta de tres movimientos:
- I. Largo – Allegro, en re menor 4
4
- II. Adagio, en si bemol mayor 3
4
- III. Allegretto, en re menor 3
8

La interpretación de esta obra dura aproximadamente 22 minutos. 

### I.Largo – Allegro
El primer movimiento, Largo – Allegro, está escrito en la tonalidad de re menor, en compás de 4/4 y sigue la forma sonata-allegro. Los seis primeros compases presentan dos ideas muy diferentes: un Largo que asciende arpegiando el acorde de dominante, seguido de una frenética figura de Allegro con notas repetidas que desciende y se detiene abruptamente en otro acorde de dominante. Es este pasaje, y no los arpegios ascendentes en forte en el bajo que aparecen unos compases más tarde, el que constituye la sustancia primordial del grupo temático inicial del movimiento. Esto se pone de manifiesto cuando, en la recapitulación, Beethoven prescinde del pasaje en forte, conectando los temas principal y secundario con material nuevo, lo que de por sí no es un procedimiento inusual en la forma sonata. El conjunto representa el movimiento más concentrado y concebido motívicamente que Beethoven había compuesto hasta la fecha.

### II.Adagio
El segundo movimiento, Adagio, está en si bemol mayor, en compás de 3/4 y también sigue la forma sonata-allegro. La tonalidad desempeña un papel modulatorio esencial en el tercer movimiento. Se abre con una tríada rota, pero, a diferencia del primer movimiento, aquí carece de sección de desarrollo. Hay un primer y un segundo temas claramente articulados.

### III.Allegretto
El tercer y último movimiento, Allegretto, retoma la tonalidad inicial, el ritmo es 3/8 y su forma es la sonata allegro de nuevo. El primer tema esboza la tríada de tónica, mientras que el segundo tema, contrastante, se mueve de forma escalonada casi totalmente por tonos. En el desarrollo Beethoven emplea solo el primer tema, utilizando la repetición y las armonías prolongadas para crear una abrumadora sensación de expectación. De manera portentosa, el compositor ofrece un mayor desarrollo en una coda, que llega a ser tan extensa como la exposición.